# أمريكان إيغل إيه-129
أمريكان إيغل إيه-129 (بالإنجليزية: American Eagle A-129) هي طائرة رياضية ومرافق عامة، ذات سطحين، بقمرة قيادة مفتوحة وثلاثة مقاعد. أنتجت في الولايات المتحدة. من صناعة شركة أمريكان إيغل للطائرات. كان أول طيران لها في 1929. صنع منها 400 طائرة. وتوجد منها عدة نسخ صالحة للطيران.